# Коста, Палома
Палома Коста Оливейра (порт. Paloma Costa) — бразильская студентка юридического факультета, социоэколог, активистка велосипедного движения, преподаватель климата и мобилизатор молодежи. Она является одним из семи молодых климатических лидеров (в возрасте 18-28 лет), назначенных Генеральным секретарем Организации Объединённых Наций Антониу Гутерришем в Молодёжную консультативную группу по глобальным действиям по борьбе с климатическим кризисом и предотвращению изменения климата.

## Активизм
В 2019 году вместе с активисткой Гретой Тунберг Палома выступила с речью на открытии Саммита по климатическим действиям в Нью-Йорке. Эта речь вызвала критику в связи с её заявлением о том, что «Нам не нужны молитвы, нам нужны действия», которое было понято некоторыми как нерелигиозное. «Моя точка зрения, — пояснила она, — заключалась в том, что бесполезно продолжать публиковать #prayforamazonia в Twitter, не переставая при этом есть мясо, получаемое от вырубки лесов». Коста положительно отнеслась к этому опыту, но в целом была разочарована: «Едва ли есть какие-либо обязательства…ничто по-настоящему не тронуло мое сердце». Она сообщила, что коротко поговорила с Ангелой Меркель и Мишель Бачелет, в то время как ни один представитель администрации Больсонаро её собственной страны не захотел бы развлечь её для беседы.
В интервью Коста заявляет, что «ни за какие деньги в мире» не стала бы работать в компании, которая способствует вырубке лесов в Амазонии. Более того, она решила прекратить есть мясо, как только узнала о взаимосвязи между цепочкой поставок говядины и вырубкой лесов. Она также говорит, что использует велосипед для ежедневных поездок на работу, когда может, а также иногда ходит на вечеринки.
Коста — бывший студент по обмену в чилийском университете и стажировался в Верховном суде Чили. Она связана с Instituto Socioambiental (Социально-экологический институт), молодёжной организацией Engajamundo, проектом Ciclimáticos, соучредителем которого она является, и движением #FreeTheFuture.